# Club Atlético de San Luis
O Club Atlético de San Luis é um clube de futebol mexicano baseado em San Luis Potosí, San Luis Potosí, que atualmente disputa a Liga MX. O clube foi fundado no dia 28 de maio de 2013. O clube espanhol Atlético de Madrid é proprietário de 51% do time.

## História
Após a temporada do Clausura 2013, o San Luis Fútbol Club, a equipe da primeira divisão de San Luis Potosí, mudou-se para Tuxtla Gutiérrez e tornou-se o Chiapas Fútbol Club, deixando a cidade sem uma equipe da primeira divisão. Jacobo Payán, proprietário do Estádio Alfonso Lastras Ramírez e um dos maiores empregadores do estado, adquiriu o Club Deportivo Tiburones Rojos de Veracruz da Ascenso MX e transferiu-o para a cidade. Essa venda aconteceu depois que o La Piedad, que recentemente foi promovido, se mudou para Veracruz.
Apesar da confusão de identidade, o Atlético é essencialmente uma ressurreição do San Luis Fútbol Club em termos geográficos e estéticos. Isso se reflete claramente no novo escudo, que mantém as tradicionais cores azul e dourada do Estado de San Luis Potosí, embora em tons mais escuros.
O Apertura 2013 foi o seu primeiro torneio no Ascenso MX, no qual teve sua classificação para o mata-mata em sua primeira temporada na liga, terminando em sétimo lugar na classificação geral, sendo posteriormente eliminado pelo Club Necaxa nas quartas de final. A partida de ida foi disputada no Estádio Alfonso Lastras Ramírez, com um resultado de 2-0 a favor do Necaxa, e de novo no Estádio Victoria, com um resultado de 2-0 a favor do Necaxa, pelo que o Atlético San Luis foi eliminado por 4-0 no agregado.

### Dissolução
O Jaguares de Chiapas quase regressou a San Luis Potosí a tempo da temporada 2016-17 da Liga MX, mas o negócio não se concretizou, fazendo com que San Luis não pudesse inscrever-se no Ascenso nem na liga de topo. A temporada 2016-17 acabou sendo uma temporada sem futebol para a cidade de San Luis Potosí.

### Aliança com o Atlético Madrid
Em 16 de março de 2017, o Atlético de Madrid anunciou uma participação de 50% no clube, juntamente com o Estado de San Luis e outros proprietários minoritários. O objetivo era que o Atlético de Madrid transportasse os talentos do clube para San Luis. Esperava-se que o clube competisse no Ascenso MX para a temporada 2017-18. O gerente Salvador Reyes Jr. pretende contar com as perspectivas da academia do Atlético de Madrid para complementar sua lista para a campanha 2017-2018.
Em 24 de abril de 2017, o clube iniciou oficialmente suas operações, data considerada como a data de aniversário do Atlético de San Luis.

### Promoção à Liga MX
Em 5 de maio de 2019, o Atlético San Luis venceu os rivais Dorados de Sinaloa pela segunda vez consecutiva na final de um torneio, promovendo-os assim à primeira divisão do futebol mexicano.

## Estádio
O Atlético San Luis joga os seus jogos em casa no Estádio Alfonso Lastras Ramírez na cidade de San Luis Potosí, San Luis Potosí. A capacidade do estádio é de 25.709 pessoas. É propriedade de Jacobo Payán Latuff e a sua superfície é coberta por relva natural. O estádio foi inaugurado em maio de 1999.

## Títulos
| Nacionais | Nacionais          | Nacionais | Nacionais                     |
|           | Competição         | Títulos   | Temporadas                    |
| --------- | ------------------ | --------- | ----------------------------- |
| México    | Liga de Ascenso    | 2         | Apertura 2018 e Clausura 2019 |
| México    | Campeón de Ascenso | 1         | 2018-19                       |

## Treinadores
- Miguel Fuentes (2013–14)
- Flavio Davino (2014)
- Raúl Arias (2015)
- Carlos Bustos (2016)
- Salvador Luis Reyes (2017)
- José Francisco Molina (2017–2018)
- Alfonso Sosa (2018–2019)
- Gustavo Matosas (2019)
- Guillermo Vázquez (2020)
- Leonel Rocco (2021)
- Marcelo Méndez (2021–2022)
- André Jardine (2022–2023)
- Gustavo Leal (2023–atual)